# Banc Nacional de Grècia
El Banc Nacional de Grècia (en grec Εθνική Τράπεζα της Ελλάδος, Ethnikí Trápeza tis Elládos) és el banc comercial de Grècia més antic i més gran. El grup té una gran presència al sud-est d'Europa i a la Mediterrània oriental. Té subsidiàries a 18 països, entre ells Bulgària, Xipre, Egipte, Macedònia del Nord, Països Baixos, Romania, Rússia, Sèrbia, Sud-àfrica, Suïssa i Turquia.
Fou fundat el 1841 com un banc comercial, gaudí del dret d'emetre bitllets i moneda fins a l'establiment del Banc de Grècia el 1928. Ha cotitzat a la borsa d'Atenes des de la fundació d'aquesta, el 1880. Des de l'octubre del 1999 el banc cotitza també a la borsa de Nova York. El grup NBG participa dels serveis de banca d'inversió, casa de corretatge de borsa, assegurances, gestió d'actius i als mercats d'arrendament financer i facturatge.
La xarxa de sucursals del banc i la xarxa de caixers automàtics, la més gran de Grècia, cobreix de manera efectiva tot el país. Està desenvolupant i estenent canals de distribució alternatius dels seus productes, com la banca per internet o per telefonia mòbil. En l'actualitat, després de recents adquisicions al sud-est d'Europa, la xarxa de sucursals del banc a l'estranger arriba a les 868. Compta amb més de 9 milions de dipòsits bancaris i més d'1,5 milions de préstecs bancaris.